# قرقخان
قُرُقْخَانُ (بالتركية: Kırıkhan)‏، وزنه فُعُلَّان، مدينة تركية في محافظة هاتاي في تركيا، تبعد 26 كلم عن مدينة الإسكندرونة وهي مطلة على خليج إسكندرون في البحر الأبيض المتوسط، يتواجد في هذه المدينة ميناء ويتم تصدير النفط منه. يبلغ عدد سكانها 115,196.